# SN 2010lr
SN 2010lr – supernowa typu Ia odkryta 30 grudnia 2010 roku w galaktyce A000234-3044. W momencie odkrycia miała maksymalną jasność 18,00m.